# التكون المسبق
تفترض نظرية التكوين المسبق ان البويضة تحتوي على صورة مصغرة من الحيوان اليافع (قزم ) وان التكوين يبدأ عند التنبيه بالسائل المنوي وهو عبارة عن نمو واستطالة هذا المخلوق المصغر إلى حيوان يافع ومن روادها العالم مارسيللو مالبيجي، وعندما اكتشف انتوني فان ليفنهوك الحيوان المنوي في الانسان اتجه نص النظرية إلي افتراض ان الحيوان المنوي هو الذي يحتوي على الجنين أو الحيوان اليافع واتى العالم سبالانزاني واثبت ان تكوين فرد جديد يحتاج إلى امشاج انثوية وذكرية.